# Minijos upė
Minijos upė este o arie protejată (sit de importanță comunitară — SCI) din Lituania întinsă pe o suprafață de 1.870 ha, integral pe uscat.

## Localizare
Centrul sitului Minijos upė este situat la coordonatele 55°44′42″N 21°29′22″E / 55.745°N 21.4894°E.

## Înființare
Situl Minijos upė a fost declarat sit de importanță comunitară în februarie 2004 pentru a proteja 8 specii de animale.

## Biodiversitate
Situată în ecoregiunea boreală, aria protejată nu include niciun habitat protejat.
La baza desemnării sitului se află mai multe specii protejate:
- mamifere (1): vidră de râu (Lutra lutra)
- nevertebrate (2): Ophiogomphus cecilia, Unio crassus
- pești (5): zvârluga (Cobitis taenia), zglăvoacă (Cottus gobio), Lampetra fluviatilis, boarță (Rhodeus amarus), dunăriță (Sabanejewia aurata)